# Mădălina Amăistroaie
Mădălina Amăistroaie (n. 9 decembrie 2002, Suceava, România) este o arcașă română. A reprezentat România la evenimentul individual feminin de la Jocurile Olimpice de vară din 2020. La Jocurile Olimpice din 2024 de la Paris s-a clasat pe locul 9, fiind cel mai bun rezultat al României la acest sport la Jocurile Olimpice.